# Richard Keldoulis
Richard Keldoulis (Sydney, 1963) is een horecaondernemer en homoactivist, die sinds 1990 in Nederland woont. Hij is mede-eigenaar van homodiscotheek Club Church en sauna NZ in Amsterdam. Als dragqueen is Keldoulis bekend onder de naam Jennifer Hopelezz.

## Biografie Keldoulis
Richard Keldoulis, van Griekse afkomst, werd geboren in Sydney, waar homoseksualiteit tot 1984 was verboden. Hij identificeert zich als biseksueel. Hij groeide op binnen een middenklassegezin met vijf kinderen in de Griekse immigrantenwereld. Discriminatie vanwege zijn achtergrond lag altijd op de loer. Zijn moeder omschreef hem als koppig, was verlegen maar deed het goed op school. Naast school was hij bezig met sport, onder meer zwemmen.
Na zijn studie aan de kunstacademie in Melbourne ging hij medicijnen/geneeskunde studeren aan de Universiteit van Sydney (1980-1986). In die periode vond ook zijn eerste reis naar Amsterdam plaats (1984). Na de studies had hij korte tijd een bar in Adelaide en werkte vervolgens als leraar Engels in Japan (1989-1990). In 1990 trok Keldoulis voor het liberale klimaat naar Amsterdam, alwaar al een broer van hem woonde. Hij ontmoette daar Elard Diekman, met wie hij sindsdien een relatie heeft. Beiden raakten betrokken bij de stichting GALA (Gay And Lesbian Amsterdam), waarvoor ze in de jaren 90 evenementen voor lhbt'ers organiseerden. Het stel was mede-initiatiefnemers van het Pink Point tijdens de Gay Games 1998 (hij zou er tot 2012 aan verbonden blijven), een informatiepunt voor homo's dat aanvankelijk bestond uit een bakfiets en na vijf jaar werd ondergebracht in een kiosk bij het Homomonument in Amsterdam.
Keldoulis en Diekman organiseerden samen met Wim Peeks ook feesten in Club La in de Kerkstraat in Amsterdam. Toen de eigenaar aangaf te willen stoppen, nam het drietal de zaak over. In 2008 werd hij heropend onder de naam Club Church (ook geschreven als chUrch). In de cruiseclub worden wekelijks voor de diverse fetisj-subculturen themafeesten georganiseerd, met titels als xxxleather, (z)onderbroek en fetish lounge. In 2013 opende Keldoulis met Peeks en Diekman gaysauna NZ aan de Nieuwezijds Armsteeg in Amsterdam.
Presentator Tim den Besten bezocht Keldoulis / Hopelezz in de zomer van 2018 voor diens televisieprogramma Tim op de thee. In dezelfde periode waren Keldoulis en Boris Dittrich te gast bij Margriet van der Linden, om in het programma M te praten over het onderwerp sterren & aids. Keldoulis verloor zijn eerste vriend aan aids. Hij zet zich, net als zijn alter ego Jennifer Hopelezz, in om te waarschuwen voor de gevaren van hiv en voor de opname van het preventieve medicijn PrEP in het basispakket van de zorgverzekering. Voorts was hij betrokken bij de oprichting van het Streetheart Festival Kerkstraat (Amsterdam). In 2023 werd hij mede-eigenaar van naaktbar Free Willie. kwam  In 2024 won hij met House of Hopelezz de Amsterdamprijs voor de Kunst Stimuleringsprijs.

## Jennifer Hopelezz
Keldoulis debuteerde als dragqueen als Effie van Wogs Out of Work tijdens Mardi Gras in 1999 in Sydney. Vanaf 2001 nam Keldoulis met zijn alter ego Jennifer (Jenny) Hopelezz (naar Jennifer Lopez; zij kwam in een droom tot hem met Let's Get Loud) deel aan playbackshows. Hij had niet veel succes, maar ontdekte wel dat hij als dragqueen meer ruimte kreeg om aandacht te vragen voor homorechten. Hij werd er zelf ook assertiever van. Hopelezz noemt Fabiola haar grote held: "Ze was als drag zo volledig zichzelf. Ze werd niet altijd serieus genomen, maar kreeg wel alle aandacht. Met verve kwam zij op voor mensen zonder stem." Hopelezz draagt op haar eigen manier bij aan de strijd voor een open samenleving en vrije seks. Ze stond in 2003 aan de wieg van de Drag Queen Olympics, die sindsdien jaarlijks worden georganiseerd. In datzelfde jaar richtte hij (mede) Begging Babes op; een fonds ter ondersteuning bij hiv.; zij bleef er tot 2019 bij betrokken. In 2010 nam ze deel aan de verkiezing voor de nachtburgemeester van Amsterdam. Ze kwam als publieksfavoriet uit de bus, maar een jury koos -tot ongenoegen van Hopelezz' fans- voor DJ Isis. In 2015 kwam Hopelezz, in samenwerking met Paradiso, met het Superball, waar draghouses tegen elkaar strijden. Hopelezz, "a single working mom with more than 50 kids", is zelf dragmoeder van 'The House of Hopelezz'.
Hopelezz was samen met Dolly Bellefleur, als vertegenwoordigers van de LHBTI+-gemeenschap onderdeel van de erewacht bij de kist van de overleden Amsterdamse burgemeester Eberhard van der Laan (1955-2017). Sinds 2018 is Hopelezz ambassadeur voor Pride Amsterdam.

### Discriminatie door taxichauffeurs
In 2014 liet een chauffeur van Taxi Centrale Amsterdam (TCA) Hopelezz en collega-dragqueen Gimme Moore langs de kant van de weg staan. Ze diende en klacht in bij de TCA en het Meldpunt Discriminatie. De chauffeur werd door de TCA geschorst en Hopelezz ontving een bos bloemen. In 2018 bleef Hopelezz na het slotfeest van Amsterdam Pride opnieuw langs de kant van de weg staan, nadat een taxichauffeur van Taxi Centrale Schiphol haar weigerde mee te nemen. De chauffeur kreeg een voorwaardelijke schorsing en Hopelezz mocht een maand lang gratis met de taxi. Dit incident was aanleiding voor de gemeente Amsterdam om in gesprek te gaan met de taxibedrijven. Wethouder Sharon Dijksma zei hierover: "Amsterdam is een stad vol diversiteit. Dat maakt de stad kleurrijk, levendig en mooi. Maar dat vraagt ook dat we elkaar de ruimte geven en verschillen respecteren. Dat geldt ook voor de taximarkt in de stad. We willen dat iedereen die in Amsterdam in een taxi stapt zich welkom voelt en zichzelf kan zijn. Voor discriminatie is geen plaats." Er werd een intentieverklaring opgesteld om discriminatie tegen te gaan, die begin juli 2019 werd getekend door Hopelezz en vertegenwoordigers van de gemeente, het Meldpunt Discriminatie Regio Amsterdam en de in Amsterdam toegelaten taxiorganisaties. Nog geen twee weken later liet een chauffeur van Uber haar staan. Ze ging in gesprek met Uber en bracht In samenwerking met het bedrijf een filmpje uit om het onderwerp onder de aandacht te brengen. Uber voegde aan de mobiele app een mogelijkheid toe om discriminatie te melden.

## Fotogalerij

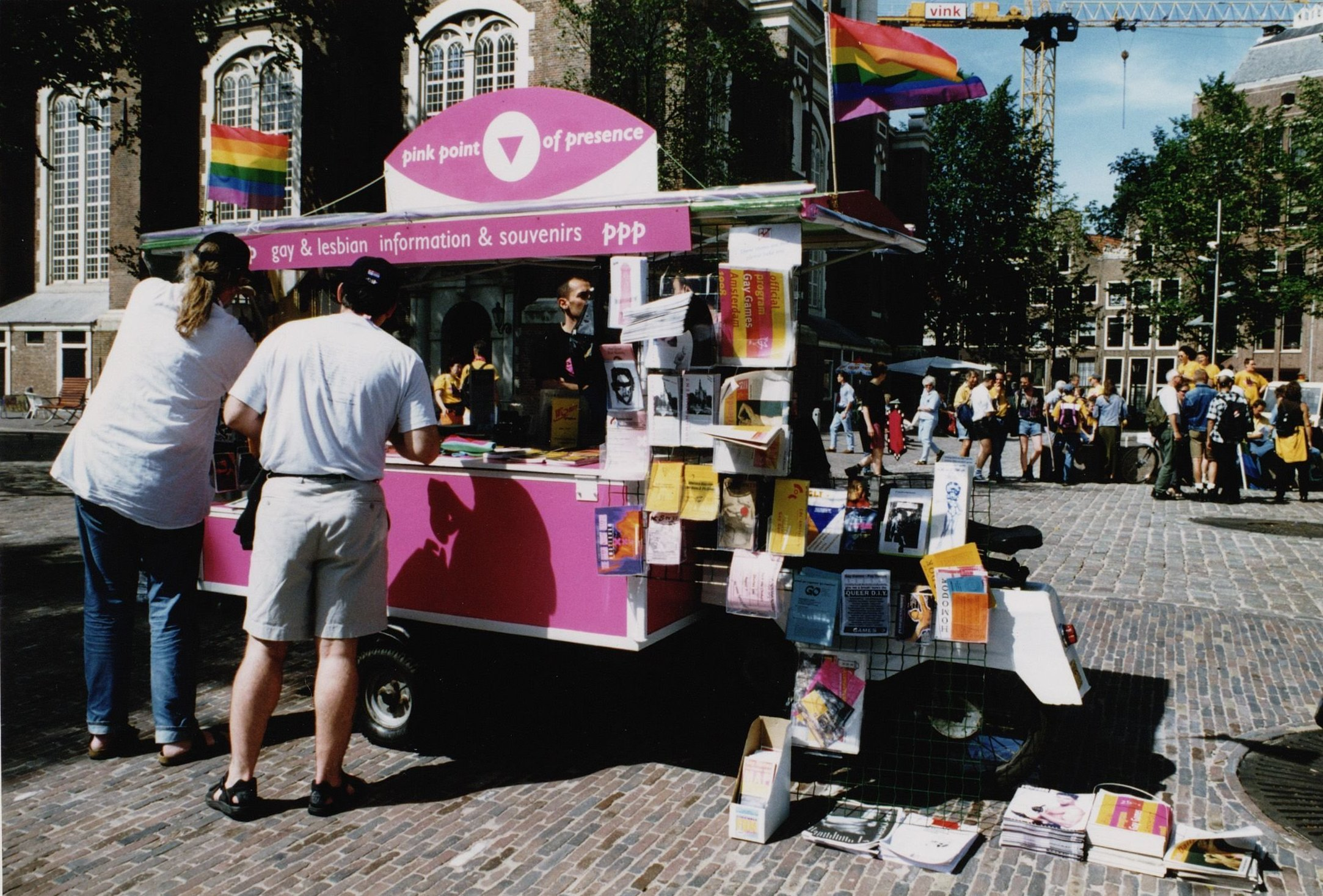
Pink Point in 2008
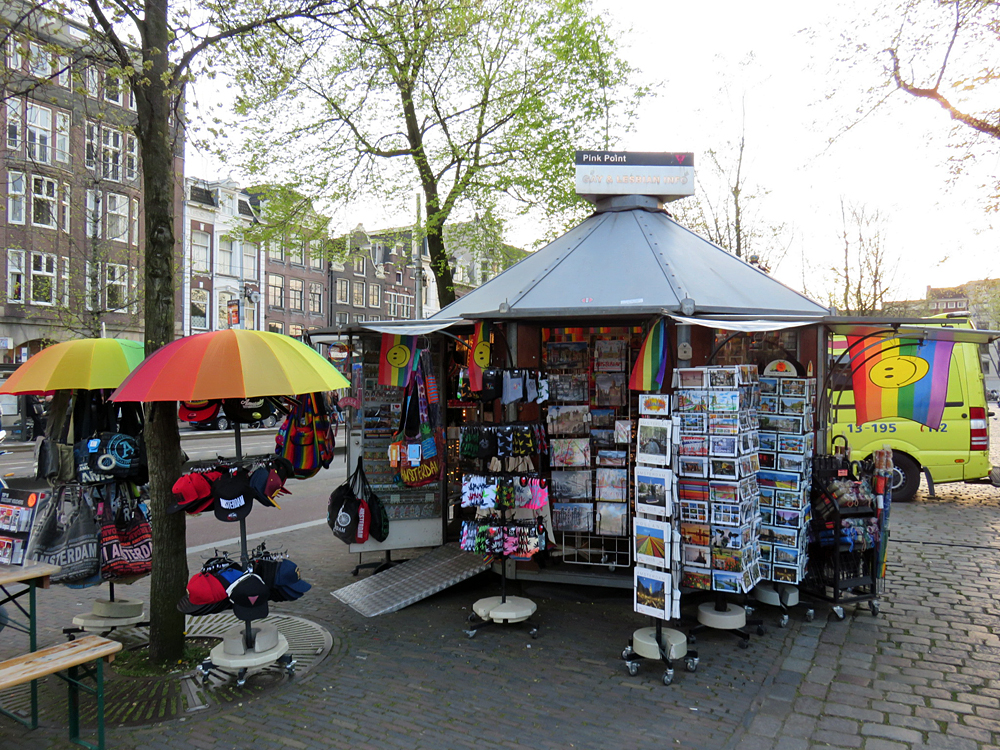
Pink Point in 2016
Club Church in 2018